# 平罗街道
平罗街道，是中华人民共和国辽宁省沈阳市于洪区下辖的一个乡镇级行政单位。

## 行政区划
平罗街道下辖以下地区：
振兴社区、上蒲河村、黄土坎村、误兵村、白辛台村、青堆子村、陆家村、北三台子村、二台子村、王家村、富强村、前辛台村、后辛台村、三家子村、秋家村、平罗一村、平罗二村和平罗三村。